# Super João
Super João je čtyřpísňové extended play (EP) americké hudební skupiny Dirty Projectors. Vydáno bylo 4. září 2020 společností Domino Records. Jde o třetí z pěti EP, která vyjdou v roce 2020, přičemž na každém zpívá jiný člen kapely. Na tomto zpívá lídr skupiny David Longstreth. První píseň z alba nazvaná „Holy Mackerel“ byla zveřejněna v srpnu 2020 doprovázená videoklipem. Kromě členů kapely se na EP podílel Kyle Thomas, člen skupiny King Tuff a Longstrethův soused. Autorem písní je Longstreth, spoluautorem písně „Moon, If Ever“ je Kyle Field.

## Seznam skladeb
1. Holy Mackerel
2. I Get Carried Away
3. You Create Yourself
4. Moon, If Ever